# 3D/Biela
3D/Biela fue un cometa periódico de la familia Júpiter que debe su nombre al astrónomo austriaco Wilhelm von Biela, quien determinó en 1826 su órbita, aunque ya había sido avistado en los años 1772 por Montaigne y Messier y en 1805 por Jean-Louis Pons. Posteriormente se observó que se dividió en dos y no se ha visto desde 1852. Como resultado, actualmente se considera que se destruyó, aunque los restos parecen haber sobrevivido durante algún tiempo como una lluvia de meteoritos.

## Antecedentes
El cometa fue registrado por primera vez el 8 de marzo de 1772 por Jacques Leibax Montaigne; durante la misma aparición también fue avistado independientemente por Charles Messier. Así mismo, su paso fue registrado en 1805 por Jean-Louis Pons, pero no fue reconocido como el mismo objeto. Después de la aparición de 1805 se hicieron numerosos intentos de calcular su órbita definitiva por Gauss (1806) y por Bessel (1806). A pesar de que el propio Gauss y Olbers detectaron la similitud entre los cometas de 1805 y 1772, no fue posible demostrar la relación entre ambos sucesos.

## Desaparición

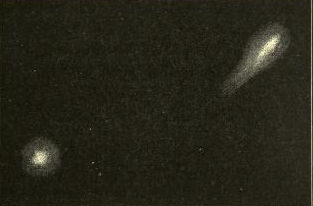
Los dos fragmentos del cometa Biela en 1852, según dibujo de Secchi.

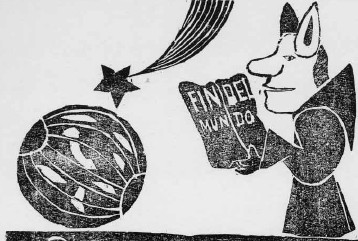
Grabado aparecido en una lira popular chilena anunciando el fin del mundo a propósito del paso del cometa Biela en 1877.

Tras los cálculos efectuados por Biela en 1826 (que dieron pie a su reconocimiento definitivo), el cometa no pudo observarse en algunos de sus pasos por el perihelio debido a las malas condiciones de visibilidad. Cuando se volvió a observar, en diciembre de 1845, el cometa se había fraccionado en dos, y el fragmento menor fue aumentando de brillo hasta igualar a su compañero en el año 1846. La distancia entre los dos trazos siguió en aumento y cuando volvió a aparecer en 1852, la distancia era el décuplo de la anterior. 
En 1872 debía volver a presentarse y atravesar la órbita de la Tierra en la noche del 27 de noviembre. Esa noche se observó una hermosísima lluvia de estrellas. Los meteoros cruzaban el cielo a raudales, como luz fosforescente, y esa lluvia duró unas 6 horas. El punto de radiación correspondía a la constelación de Andrómeda. Esta lluvia se denominó Biélidas o Andromédidas.
No se ha vuelto a ver el cometa, por lo que se le denomina 3D/Biela, donde la D indica su desaparición. Se cree que se disgregó por completo y dio lugar, a más de la abundante lluvia de estrellas a la que se acababa de hacer mención, a las muy notables que se admiraron en 1885, 1892 y en menor medida en el siglo XX. Desde finales de dicho siglo y en la primera década del siglo XXI no se han vuelto a detectar.

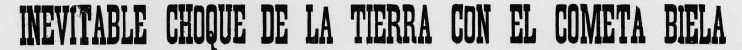
Titular de prensa aparecido en una lira popular chilena.

El paso del cometa Biela influenció profundamente la cultura popular de algunos países, en los que se anunció un impacto inminente con la Tierra. En Chile, por ejemplo, aún se llaman biela a cierto tipo de fuegos artificiales.